# برانکو کریونکوفسکی

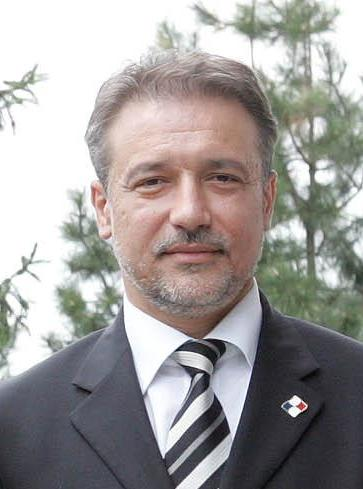
برانکو کریونکوفسکی - ۲۰۰۸

 برانکو کریونکوفسکی  (مقدونی: Бранко Црвенковски؛ زاده ۱۲ اکتبر ۱۹۶۲) یک سیاست‌مدار اهل مقدونیه شمالی است. او از سال ۲۰۰۴ تا ۲۰۰۹ رئیس‌جمهور و پیش از آن از ۲۰۰۲ تا ۲۰۰۴ نخست‌وزیر مقدونیه بود.